# Cascadas Murchison

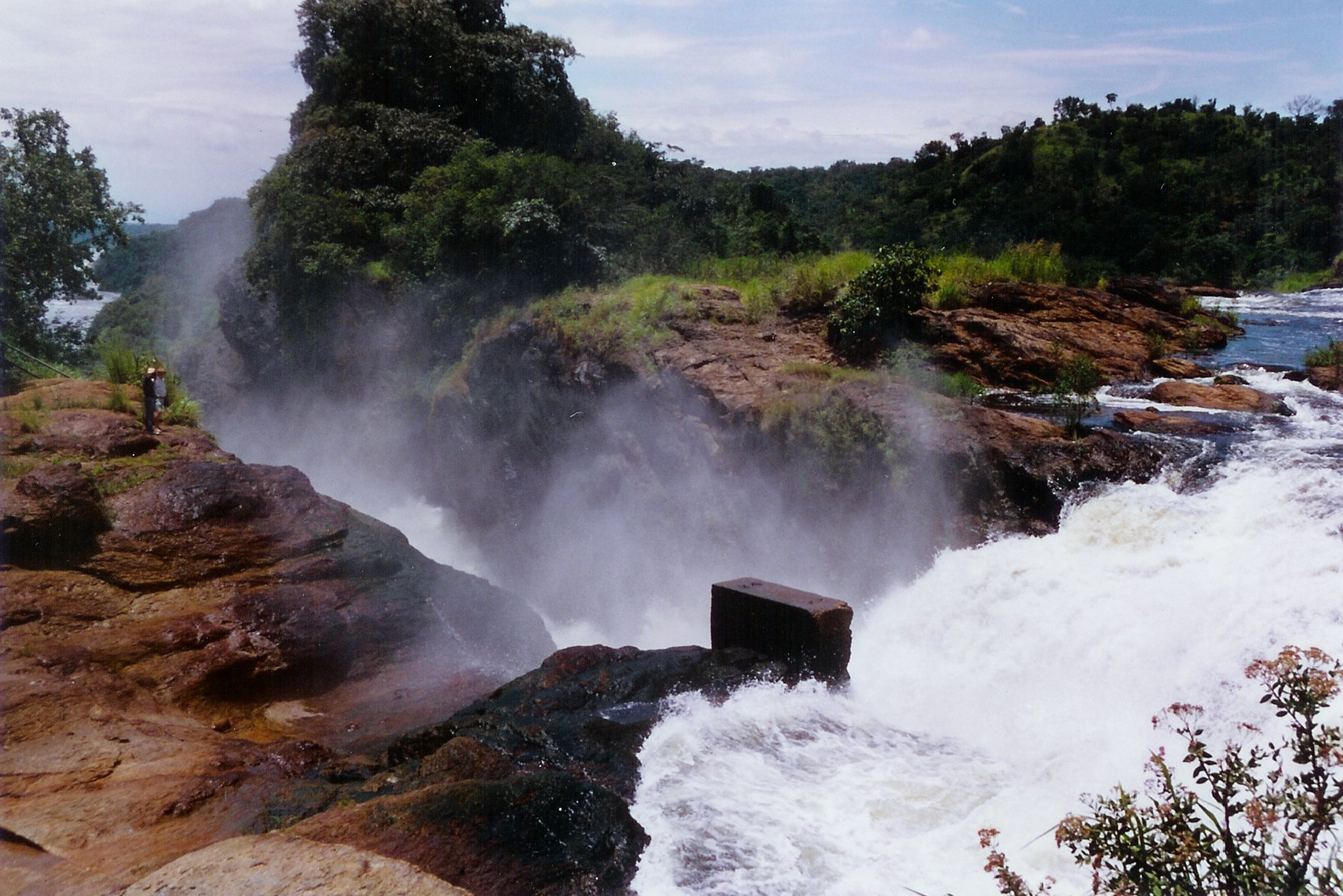
Vista de las cascadas desde arriba

Las cascadas Murchison, también conocidas como cascadas Kabalega o Kabarega, es un conjunto de tres grandes cascadas en el Nilo Blanco (Nilo Victoria) con un desnivel de 43 m entre la meseta y la fosa. Las cascadas Murchison es el paso obligado del único desagüe del lago Victoria, pasando a su través alrededor de 300 m³/s. Se encuentran dentro del parque nacional de las Cataratas Murchison.
El explorador británico Samuel White Baker fue el primer europeo que en 1864 las visitó y las nombró en honor del presidente de la Royal Geographical Society Roderick Murchison.